# Papir 74
Papir 74 (en la numeració Gregory-Aland), està designat com {\displaystyle {\mathfrak {P}}}74, és una còpia del Nou Testament en grec. És un manuscrit en papir del Fets dels Apòstols i les Epístoles catòliques amb lacunae. Els manuscrits paleogràficament han estat assignats al segle VII. Formava part de la Biblioteca Bodmeriana a Suïssa fins que el 22 de novembre del 2006, fou donat a Benet XVI i va ser dipositat a la Biblioteca Vaticana a Roma.

## Descripció
Contingut
Els textos supervivents són els versicles: 
Fets 1:2-28:31 †; Jaume 1:1-5:20 †; 1 Pere 1:1-2,7-8,13,19-20,25; 2:6-7,11-12,18,24; 3:4-5; 2 Pere 2:21; 3:4,11,16; 1 Joan 1:1,6; 2:1-2,7,13-14,18-19,25-26; 3:1-2,8,14,19-20; 4:1,6-7,12,18-19; 5:3-4,9-10,17; 2 Joan 1,6-7,13; 3 Joan 6,12; Judes 3,7,11-12,16,24.
text
Malgrat la data tardana, és un manuscrit important i un excel·lent testimoni para el llibre dels Fets. El text grec d'aquest és una representació del tipus textual alexandrí. Kurt Aland ho va atribuir com un «text estricte», i el var situar a la Categoria I.
- En els Fets 12:25 es llegeix εξ Ιερουσαλημ (de Jerusalem) junt amb l'A, 33, 69, 630, 2127; en la majoria es llegeix εις Ιερουσαλημ (a Jerusalem);3
- No conté els Fets 15:34 com ara els còdexs Còdex Sinaiticus, còdex Alexandrinus, còdex Vaticanus, E, Ψ, Byz
- En els Fets 20:28 es llegeix του κυριου (del Senyor) — A C D E Ψ 33 36 453 945 1739 1891,

substitueix a l'alexandrí του Θεου (del Déu), o el bizantí του κυριου και του Θεου (del Senyor o Déu]).5 
- En els Fets 27:16 —καυδα (nom d'illa), aquesta lectura és únicament compatible amb el còdex Vaticanus, 1175, Versió en llatí-antic, Vulgata, i Peshitta.6